# NGC 6554
NGC 6554 este o roi deschis situată în constelația Săgetătorul. A fost descoperită în 14 iulie 1830 de către John Herschel.